# Hildale
Hildale is een plaats (city) in de Amerikaanse staat Utah, en valt bestuurlijk gezien onder Washington County.

## Demografie
Bij de volkstelling in 2000 werd het aantal inwoners vastgesteld op 1895.
In 2006 is het aantal inwoners door het United States Census Bureau geschat op 1950, een stijging van 55 (2,9%).

## Geografie
Volgens het United States Census Bureau beslaat de plaats een oppervlakte van
7,6 km², geheel bestaande uit land. Hildale ligt op ongeveer 1539 m boven zeeniveau.

## Plaatsen in de nabije omgeving
De onderstaande figuur toont nabijgelegen plaatsen in een straal van 32 km rond Hildale.